# Jamie Anderson
James "Jamie" Anderson, född 1842 i Skottland, död 1905, var en golfspelare i slutet av 1800-talet som vann The Open Championship tre gånger.
Andersons segrar i The Open kom i Musselburgh 1877, Prestwick Golf Club 1878 (seger över Bob Kirk efter hole in one på sista hålet) och på Old Course i St Andrews 1879.
Han är en av endast fyra spelare som har vunnit The Open tre år i rad. De övriga är Tom Morris Jr (1868-1870), Bob Ferguson (1880-1882) och Peter Thomson (1954-56). 